# Zbigniew Prostak
Zbigniew Prostak (ur. 21 listopada 1930 w Przemyślu, zm. 18 września 2015) – polski pisarz science fiction.
Ukończył Oficerską Szkołę Wojsk Inżynieryjnych. Pracował jako technik drogowo-mostowy, marynarz we flocie rybackiej i na liniach oceanicznych, górnik w kopalniach „Wanda-Lech” i „Wieczorek”, później zaś w charakterze lakiernika samochodowego.
Debiutem literackim Prostaka było opowiadanie Ręka, opublikowane na łamach „Młodego Technika” w lipcu 1974 roku. Otrzymało ono II nagrodę na międzynarodowym konkursie literackim w Sofii. Opublikował około 30 opowiadań w prasie i antologiach.
Utwory Prostaka dotyczą zazwyczaj klasycznych tematów fantastyki naukowej. Niektóre z jego opowiadań tłumaczone były na język bułgarski i czeski.

## Książki
- Kontakt (KAW, 1979) – zbiór opowiadań
- Planeta zielonych widm (KAW, 1984)
- Spłacony dług (KAW, 1984)